# Gert Bastian
Gert Bastian (Múnic, 26 de març de 1923 - Bonn, 1 d'octubre de 1992), va ser un general de l'exèrcit alemany i un polític del partit Aliança 90/Els Verds.

## Carrera militar
Bastian es va allistar voluntàriament com a futur oficial de la Wehrmacht l'1 d'agost de 1941 durant la Segona Guerra Mundial. El 1942 va ser enviat al Front Oriental, com a cap del batalló d'Enginyers núm. 45. Entre 1942-1943 va realitzar el curs de comandant i va ser enviat al batalló de tancs núm. 86 de la 9a Divisió Panzer, on va romandre fins a maig de 1945 en el Front Oriental, primer com a cap de secció i més tard com a Comandant de la companyia. Va ser capturat a Baviera per l'exèrcit dels EUA.
En la postguerra va realitzar un curs d'enquadernador a Múnic, des de 1946 fins a 1948, i des de 1950 va treballar com a autònom en aquesta professió. El 1956 es va unir al recentment fundat Exèrcit alemany, amb el grau de tinent i va ser destinat a l'escola d'oficials de Hannover i Múnic. Entre 1959 i 1960, va realitzar el curs per Estat Major, a l'Acadèmia d'Hamburg.
Des de 1962 fins a 1967 va estar en la 1a Gebirgsdivision, i des de llavors en diverses destinacions, fins a l'1 d'abril de 1974, que va ser nomenat Cap de l'Estat Major a Colònia (Alemanya) i ascendit a general de brigada. L'1 d'octubre de 1976 va ser ascendit a General de Divisió, amb el comandament de la 12a Divisió de tancs en Veitshöchheim, fins a 21 de gener de 1980, quan va sol·licitar la seva excedència temporal.

## Carrera política
Bastian era contrari al previst desplegament de míssils nuclears a Europa i es va unir al moviment pacifista. Allà va conèixer Petra Kelly, la seva posterior companya.
El 1981 va fundar amb altres exgenerals el "Grup Generals per a la Pau" que més tard s'ha demostrat que va ser finançat pel Ministeri de Seguretat de l'Estat de la RDA. Hi ha la sospita que el mateix Bastian havia col·laborat amb l'esmentat Ministeri.
El 1981 va rebre la medalla Carl von Ossietzky de l'Associació Internacional de la Lliga dels Drets Humans.
Bastian va ser membre del Parlament alemany entre 1983 a 1987, elegit a través de "Els Verds" a Baviera. El 10 de febrer de 1984 es va passar al grup mixt, en negar-se a deixar el seu escó, a mitjan legislatura, com eren les normes del partit.

## Mort
El 19 d'octubre de 1992 va ser trobat mort al costat de la seva companya Petra Kelly a l'habitatge on vivien a Bonn-Tannenbusch. Segons l'informe de la policia, Bastian havia clavat un tret al cap a la seva companya al dormitori, amb una pistola de tipus Deringer, i tot seguit es va suïcidar amb un altre tret al front. Segons l'ecologista britànica Sara Parkin, el mateix dia 1 d'octubre de 1992, Bastian va rebre un fax comunicant-li la imminent obertura dels informes secrets de la Stasi (policia política de l'antiga RDA), on es detalla la col·laboració de Bastian.
La data exacta de la mort no es pot determinar amb precisió, perquè els cadàvers van ser trobats dies després de la mort. Va deixar una dona i dos fills, Eva i Till Bastian. Gert Bastian va morir a l'edat de 69 anys, i va ser enterrat al cementiri de Múnic Nordfriedhof.

## Publicacions
- Gert Bastian: Frieden schaffen! Gedanken zur Sicherheitspolitik. Kindler, Múnich, 1983, ISBN 3-463-00854-8.